# Lerista petersoni
Lerista petersoni este o specie de șopârle din genul Lerista, familia Scincidae, descrisă de Storr 1976. Conform Catalogue of Life specia Lerista petersoni nu are subspecii cunoscute.